# Kecskeméti Károly (történész)
Kecskeméti Károly (Budapest, 1933. augusztus 19. – Párizs, 2021. április 2.) franciaországi magyar levéltáros-történész. 1956 óta élt Franciaországban, ahova a forradalom után, alig egy évvel diplomájának hazai megszerzését követően emigrált, ott szerezte 1980-ban doktori címét is. A Nemzetközi Levéltári Tanács vezető tisztségviselőjeként több kontinens számos országában (főként Afrikában) vett részt levéltár-fejlesztési programokban. Nyugdíjazása alkalmából tanulmánykötetet adtak ki a tiszteletére Belgiumban, Miscellanea in honorem Caroli Kecskeméti címmel, Frank Daelemans és André Vanrie szerkesztésében.

## Élete
Apja Kecskeméti György tanár volt, majd a Pester Lloyd újságírója lett; 1944 áprilisában elhurcolták, és júliusban Auschwitzban megölték. Anyja Keller Ágota. Apai nagyapja, Kecskeméti Ármin Makón volt rabbi, illetve a szegedi egyetemen oktatott magántanárként, több könyvet írt a zsidó irodalomról és történelemről; feleségével együtt ő is 1944-ben halt meg koncentrációs táborban. Anyai nagyanyja szintén egy rabbi, a szegedi Lőw Lipót leszármazottja (unokája) volt, egyik testvére Lőw Immánuel; anyai nagyapja az Államépítészeti Hivatal mérnöke volt. Nővére Ferge Zsuzsa szociológus akadémikus. Unokaöccse, Kecskeméti Márta nevű nővérétől, Kozma György nyug. al-rabbi, karikaturista. 
A második világháborút követően másfél évet töltött Franciaországban, majd hazatérve az Eötvös József Gimnáziumban érettségizett. Egyetemi tanulmányait 1951-ben a Közgazdaságtudományi Egyetemen kezdte meg, majd egy év után átiratkozott az ELTE Történettudományi Karára. 1956-ban szerzett történész-levéltárosi diplomát, Tök község 18–19. századi lakosságáról írott szakdolgozatának témavezetője Szabad György volt; e munka elkészítésével egyidejűleg, mint levéltáros, rendezte a községi iratanyagot is a Pest Megyei Levéltárban.
1955-ben kezdett levéltárosként dolgozni, gyakorlóévét a Soproni Állami Levéltárban és a Magyar Országos Levéltárban töltötte. 1956 júniusában a Budapesti 2. sz. Állami Levéltárban (a későbbi Pest Megyei Levéltárban) helyezkedett el segédlevéltárosként, de a forradalom után, novemberben emigrált. 1957 januárjában már Párizsban kapott ideiglenes szerződéses állást a France d’Outre-Mer minisztérium levéltárában, miután pedig elvégezte a nemzetközi levéltári szaktanfolyamot, 1957 júliustól a francia Nemzeti Levéltár (Archives nationales) szerződéses levéltárosa lett az intézmény nemzetközi levéltári tanfolyammal foglalkozó osztályán. 1980-ban bölcsészdoktori oklevelet szerzett a Sorbonne-on, francia állami doktori disszertációjának témája az 1790-1848 közötti magyar liberalizmus volt. 1986-tól a Nemzetközi Levéltári Tanács (International Council on Archives – ICA) szerződéses munkatársa lett, 1998 végén ment nyugdíjba.

## Szakmai tevékenysége
Franciaországban történő elhelyezkedését követően az első években a Nemzetközi Levéltári Tanács Archivum c. folyóiratának szerkesztését végezte és a nemzetközi levéltári bibliográfia összeállításával foglalkozott. 1962-től 1998 végéig a levéltári tanács titkárságát vezette, közben 1964-től bekapcsolódott a "harmadik világ" levéltárügyeinek fejlesztésébe is. E minőségében 1970 decemberétől egy évet Dakarban töltött az UNESCO szakértőjeként, ahol a levéltáros képzést kellett megszerveznie a szenegáli főváros egyetemén. Nyugdíjazásáig az ICA megbízásából éveken keresztül végezte a Komintern-levéltár informatizálási tervének adminisztrálását, több levéltári tanfolyamon tanított és az Európa Tanács is megbízott különböző szakmai feladatokkal. Az 1990-es években több országban (Brazília, Kenya, Jemen, Burkina Faso, Benin, Kongói Köztársaság, Portugália) vett részt levéltár-fejlesztési programokban.
Történészként 1958-tól öt éven keresztül segítette a brüsszeli Nagy Imre Intézet munkáját, ez időszak alatt két, az intézet által kiadott forráskötet megjelentetésében is részt vett. Foglalkozott a magyar liberalizmus és parlamentarizmus történetének kutatásával, de kutatta a magyar zsidóság történetét is II. József uralkodásától 1918-ig.

## Művei
- La formation professionelle des archivistes. Liste des écoles et des cours de formation professionelle d'archivistes; Unesco, Bruxelles, 1966
- La Hongrie et le réformisme libéral. Problèmes politiques et sociaux, 1790–1848; Il Centro di Ricerca, Roma, 1989 (Fonti e studi di storia moderna e contemporanea)
- Sovereignty disputed claims professional culture. Essays on archival policies; Bibliothèque royale de Belgique, Brussels, 2000
- Notes, rapports et témoignages français sur la Hongrie, 1717–1809; Institut Hongrois–OSZK, Paris–Budapest, 2006 (Documenta Hungarorum in Gallia)
- Magyar liberalizmus, 1790–1848; Argumentum–Bibó István Szellemi Műhely, Budapest, 2008 (Eszmetörténeti könyvtár)
- Le libéralisme hongrois, 1790–1848; Champion, Paris, 2010 (Bibliothèque d'études de l'Europe centrale)